# Masnàn
Masnàn är en bergstopp i Schweiz.   Den ligger i distriktet Riviera och kantonen Ticino, i den sydöstra delen av landet, 140 km sydost om huvudstaden Bern. Toppen på Masnàn är 2 505 meter över havet, eller 52 meter över den omgivande terrängen. Bredden vid basen är 0,23 km.
Terrängen runt Masnàn är huvudsakligen mycket bergig. Närmaste större samhälle är Biasca, 3,7 km nordväst om Masnàn. 
I omgivningarna runt Masnàn växer i huvudsak blandskog. Runt Masnàn är det ganska tätbefolkat, med 124 invånare per kvadratkilometer.